# Jozef Czauczik
Jozef Czauczik (również: Joseph Czauszik, Jozef Caucik, József Caucig, Jozef Czauczig, Jozef Zauczik, József Czausig, Jozef Czausig; ur. 16 kwietnia 1780 w Lewoczy, zm. 30 czerwca 1857 tamże) – słowacki malarz, przedstawiciel neoklasycyzmu i romantyzmu, pionier nowoczesnego słowackiego malarstwa krajobrazowego.

## Życiorys
Jego ojciec, Krištof Czauczik, był kupcem handlującym tytoniem, pochodzącym z miasta Zlaté Hory na pograniczu śląsko-morawskim; jego matka miała na imię Alžbeta. Miał sześcioro rodzeństwa. Był katolikiem, co w pewnym stopniu ukierunkowało jego późniejszą drogę twórczą. Jego pierwszym nauczycielem malarstwa był Jozef Lerch, tworzący w duchu klasycyzmu, pracujący jako portrecista, a jednocześnie autor fresków w kilku kościołach na Spiszu. Od jesieni 1803 studiował na wiedeńskiej Akademii Sztuk Pięknych, jednak brak jest szczegółów dotyczących tego okresu. Uważa się, że Czauczik uczęszczał do funkcjonującej przy Akademii trzyletniej szkoły rysunkowej Huberta Maurera. Do rodzinnej Lewoczy wrócił przed 1810. W mieście pozostał i tworzył aż do śmierci. Uchodził za człowieka skromnego i zżytego z lewockimi mieszczanami i rzemieślnikami. Utrzymywał dobre stosunki ze swoim rodzeństwem, osiadłym w tym samym mieście. Jego przyjacielem był Andrej Probstner, zarządca okolicznych kopalń rud.

## Twórczość
W Lewoczy Czauczik poświęcił się z jednej strony działalności portrecisty, wykonując portrety prywatnych klientów ze stanu szlacheckiego i mieszczańskiego, a z drugiej strony twórczości sakralnej. W dziedzinie portretu artysta rozwijał się, przechodząc od twórczości empirowej do bardziej zmysłowego portretu biedermeierowskiego, później z wyraźnym romantycznym akcentem. W dziedzinie twórczości sakralnej pozostawił ok. 100 dzieł, rozsianych po kościołach na Spiszu, Liptowie, Orawie, w Gemerze, Szaryszu i Abovie. Inspirował się obrazami wielu wcześniejszych mistrzów, nawiązując wyraźnie do dzieł takich autorów, jak m.in. Johann Jakob Stunder, Guido Reni, Jusepe de Ribera, Annibale Carracci czy Michał Anioł. Pracował zarówno na zlecenie biskupów katolickich, jak i ewangelickich, a także dla zleceniodawców świeckich, np. rodziny Andrassych.
Wiosną 1857 roku jako malarz wziął udział w pierwszej górnowęgierskiej wystawie rolniczej i przemysłowej w Koszycach.